# 張雄飛
张雄飞（?—?），字鹏举，元朝沂州临沂县人。
至元二年（1265年），廉希宪推荐他担任同知平阳路转运使司事。张雄飞建言立太子，设立御史台。元世祖准奏，授侍御史。至元十四年（1277年），改安抚司为总管府。张雄飞为达鲁花赤。为荆湖北路宣慰使。又商人逃税和伤人者，贿赂张雄飞的部属，张雄飞加重了惩罚。说是为了除去宋朝的蔽政。至元十六年（1279年），为御史中丞，行御史台事。阿合马的儿子中书右丞忽辛有罪，御史台拿问，忽辛问诸御史，是不是都使过他们家的钱，众人不语。只有张雄飞反问，忽辛说惟公独否。于是张雄飞治罪忽辛。因为得罪了权臣阿合马，改为陕西汉中道提刑按察使司。阿合马死后，回朝为参知政事。他的儿子张师野宿卫东宫，荆湖行省平章政事阿里海牙想请张师野为荆南总管。张雄飞为副相，不愿儿子出任地方官。张雄飞刚直清廉，元世祖赐给他白银二千五百两，黄金五百两，宝钞二千五百两和金酒器。他被阿合马余党陷害，又矫诏夺回。至元二十一年（1284年），罢官。至元二十三年（1285年），为燕南河北道宣慰使。卒于任上。五子：张师野，张师谔，张师白，张师俨，张师约。

## 传記資料
- 《元史》列传第五十
- 《新元史》列传第五十五